# Giesing (métro de Munich)
Giesing (en allemand : U-Bahnhof Giesing (Bahnhof)). est une station de la ligne U2 du métro de Munich. Elle est située en partie sous la Giesinger Bahnhorplaz  dans le secteur de Obergiesing, à Munich en Allemagne.
Mise en service en 1980, elle est desservie par les rames de la ligne U1 et des lignes de renforts U7 et U8 du métro. Elle est en correspondance directe avec la gare de Munich-Giesing, desservie par les trains des lignes S3 et S7 de la S-Bahn de Munich.

## Situation sur le réseau

Plan du métro (2020).

Établie en souterrain, Giesing est une station de passage de la ligne U2 du métro de Munich. Elle est située entre la station Untersbergstraße, en direction du terminus nord Feldmoching, et la station Karl-Preis-Platz, en direction du terminus est Messestadt Ost,.
Elle dispose, d'un quai central encadré par les deux voies de la ligne U2. Elle est également desservie par les lignes de renforts U7 et U8 qui circulent ici sur les voies de la ligne U2. Elle croise à angle droit, en étant en dessous, la gare de Munich-Giesing, de la S-Bahn de Munich.

## Histoire
La station Giesing est mise en service le 18 octobre 1980, lors de l'ouverture à l'exploitation des 16 km, de Scheidplatz à Innsbrucker Ring (renommée depuis Neuperlach Süd) cette ligne était alors nommée U8. Comme les autres stations ouvertes en même temps, les murs sont couverts de grands panneaux verticaux aux coins arrondis, le sol du quai est constitué de pierres reconstituées en galet de la rivière Isar. Le plafond recouvert de lattes d'aluminium éclaire la station avec deux bandes de lumière sur la longueur du quai. Les colonnes alignées au centre du quai sont recouverts de tuiles dans un ton brun. Elle dispose d'une mezzanine au niveau -1, de la même longueur que le quai du niveau -2, avec des points de vus sur ce quai aux extrémités et au centre.

## Services aux voyageurs

### Accès et accueil
Située, en souterrain sous la Bahnhofplatz, suivant un axe est-ouest elle est, en surface, croisée à l'ouest par les voies du tramway et à l'est par celles de la gare S-Bahn. Elle dispose de nombreuses bouches d'accès équipées d'un escalier fixe et d'un ou deux escaliers mécaniques : sur la Ungsteiner Straße (à l'est des voies de la S-Bahn), quatre sur la Giesinger Bahnhorplaz et, à l'ouest, de chaque côté de la Schwanseestraße ou passe les voies du tramway. Elle est équipée de plusieurs ascenseur pour l'accessibilité des personnes à la mobilité réduite. La mezzanine, est située au niveau -1 sur toute la longueur du quai située au niveau -2.

Installations
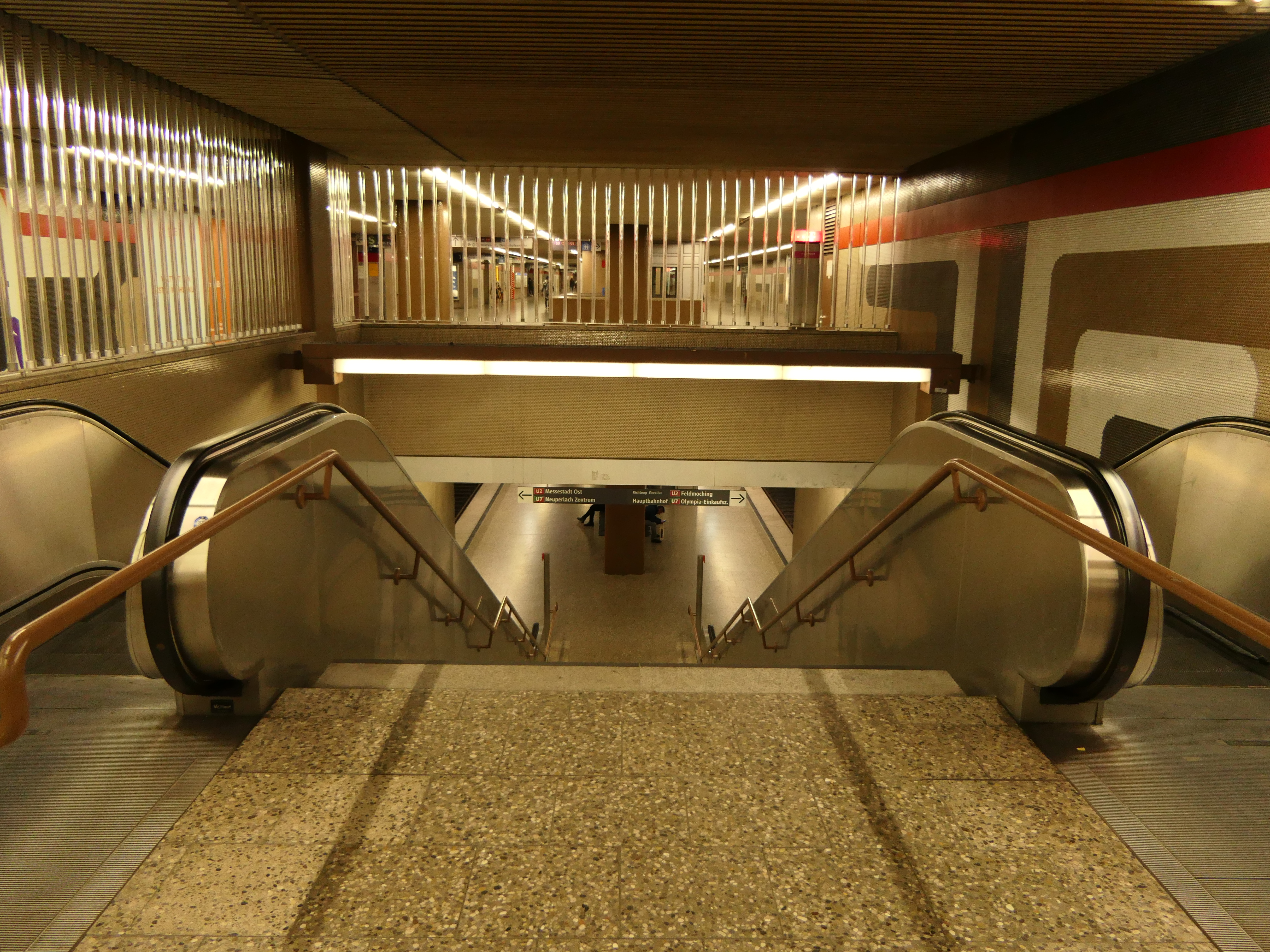
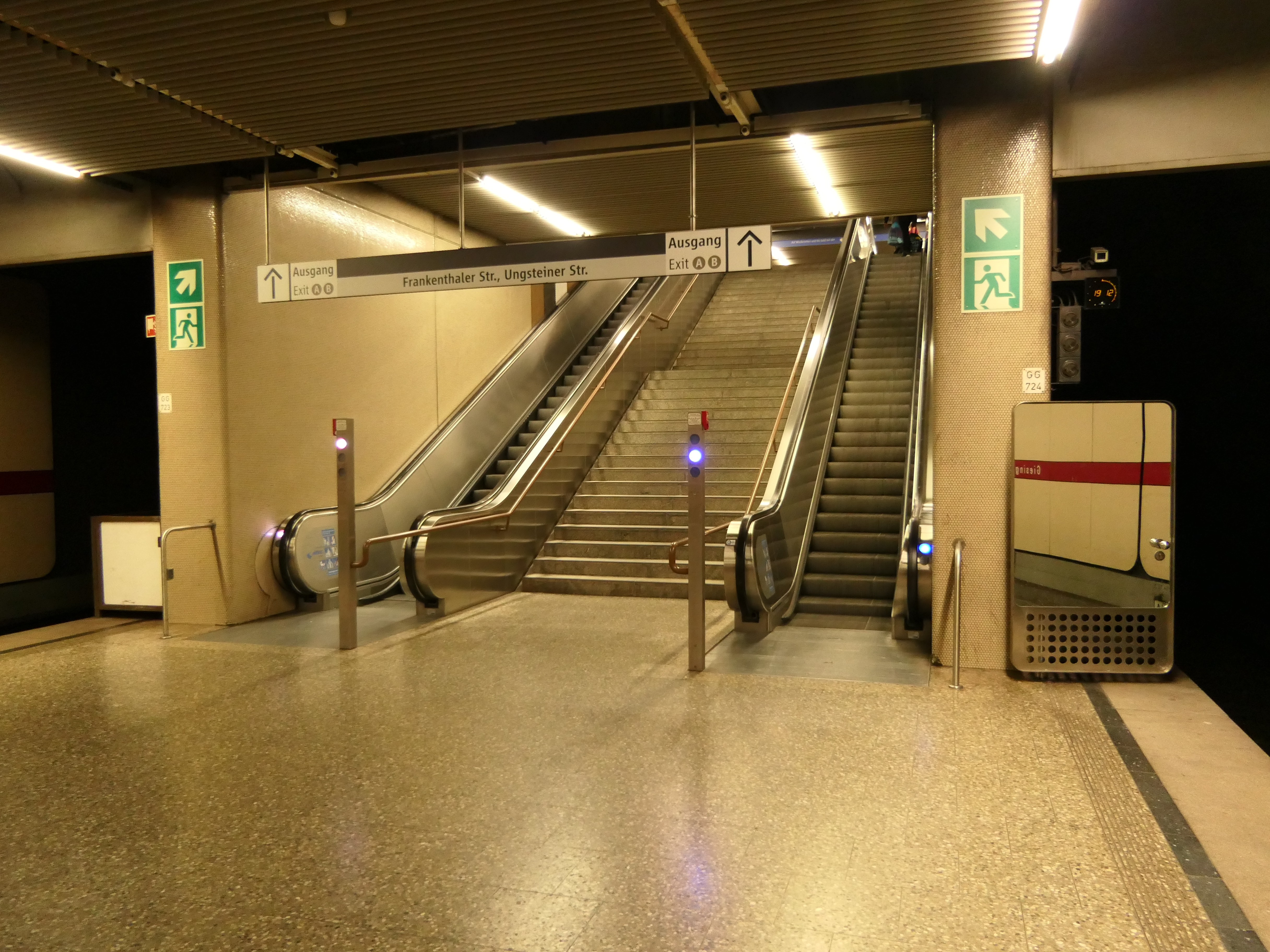
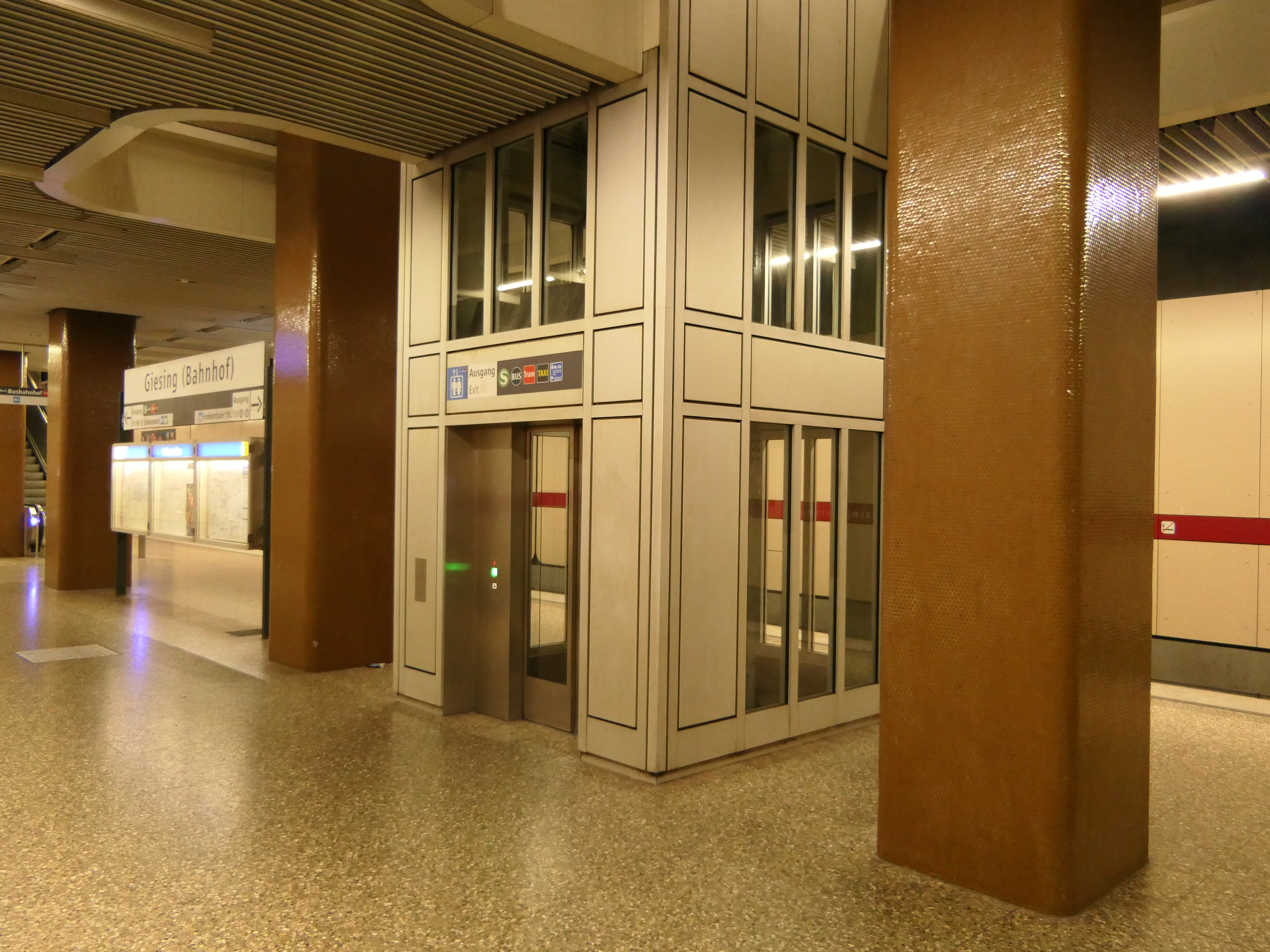

### Desserte
Giesing (Bahnhof) est desservie par toutes les rames de la ligne U2 et en renfort sur des jours et des horaires spécifiques par des rames de la ligne U7 et de la ligne U8.

Installations
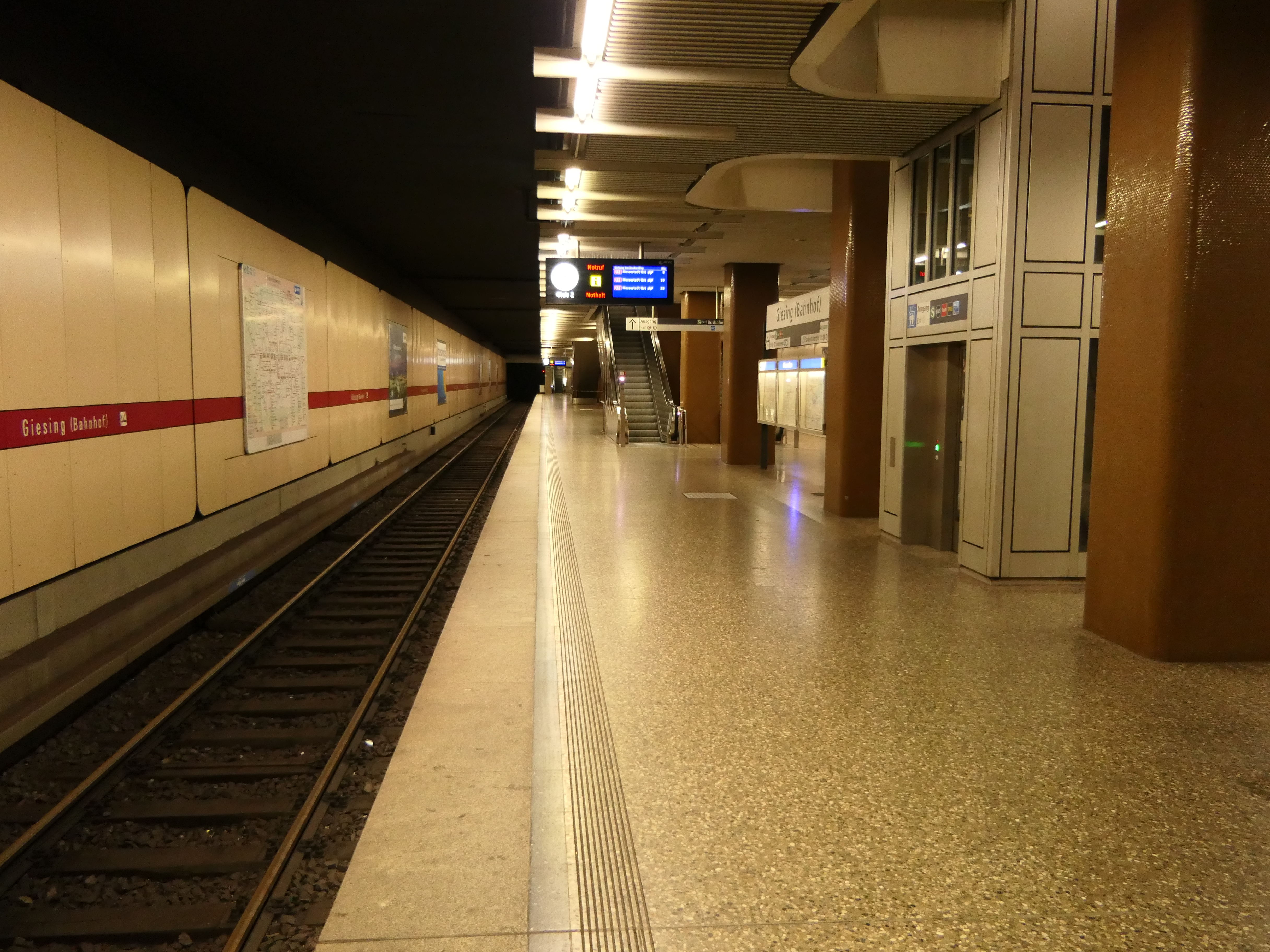
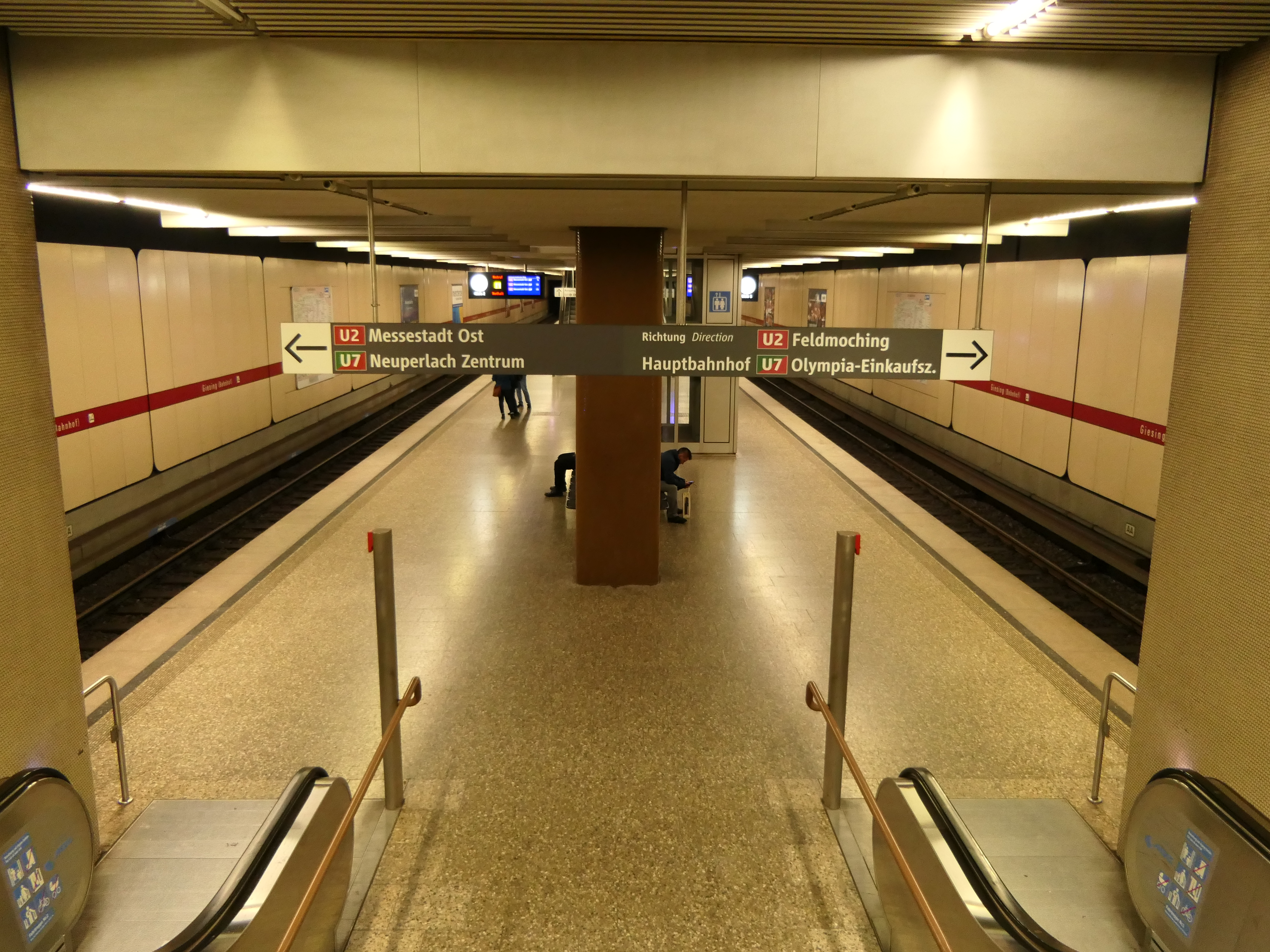
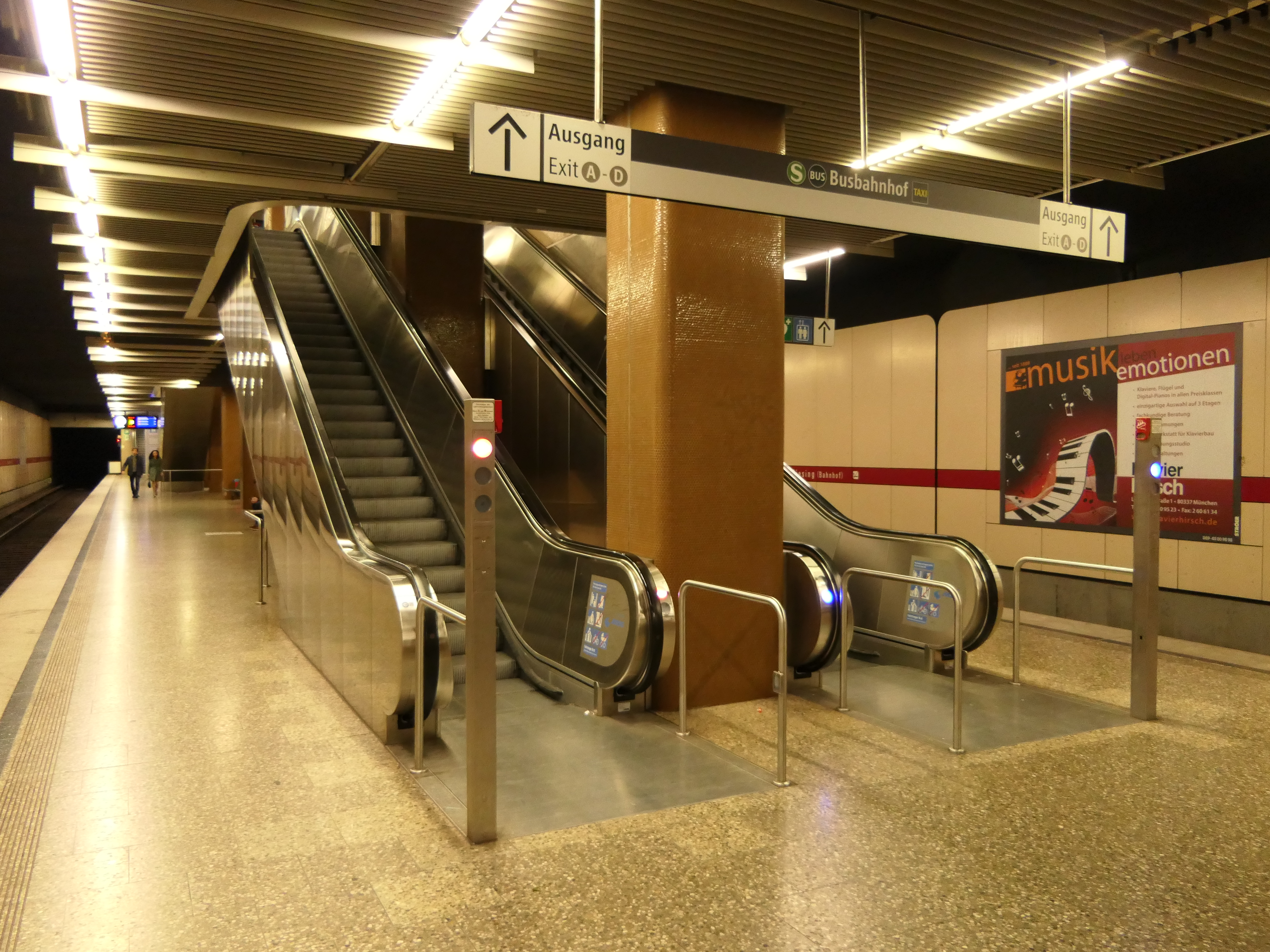

### Intermodalité
La station est en correspondance directe avec la gare de Munich-Giesing, desservie par les trains des lignes S3 et S7 de la S-Bahn de Munich. Les relations s'effectuent par la mezzanine partagée avec la gare, qui permet un accès directes au quai de la S-Bahn par des escaliers fixes, un escalier mécanique et un ascenseur. Elle est également en correspondance, avec la station du tramway desservie par la ligne 18, et avec des arrêts de bus desservis par les lignes 54, 59, 139, 147, 153, N43 et N44.

## À proximité
- Gare de Munich-Giesing
- Tramway de Munich